# Cyprian Kizito Lwanga
Cyprian Kizito Lwanga, né le 19 janvier 1953 à Naggalama (district de Mukono) et mort le 3 avril 2021, est un prélat ougandais, archevêque de Kampala.

## Biographie
Ordonné prêtre le 9 avril 1978, il est nommé évêque de Kasana-Luweero le 1er mars 1997 et consacré par l'archevêque Emmanuel Wamala avec comme co-consécrateurs Joseph B. Willigers (en) et Paul Lokiru Kalanda (en). Le 30 septembre 2006, il devient archevêque de Kampala.

## Succession apostolique
Cyprian Kizito Lwanga a ordonné les évêques suivants :
- Archevêque Paul Ssemogerere (en) (2008)
- Évêque Giuseppe Filippi (it), M.C.C.I. (2009)